# Mravnica (Šibenik)
Mravnica falu Horvátországban Šibenik-Knin megyében. Közigazgatásilag Šibenikhez tartozik.

## Fekvése
Šibeniktől légvonalban 19, közúton 22 km-re délkeletre, Dalmácia középső részén, a Mravnik-hegység déli lejtőin és a hegység alatti völgyben fekszik.

## Története
A település 1709-ben „Mravizza” néven szerepel a velencei kataszter megalkotásakor a Sebenico és Scardona környéki birtokok összeírásában. 1797-ben a Velencei Köztársaság megszűnésével a Habsburg Birodalom része lett. 1806-ban Napóleon csapatai foglalták el és 1813-ig francia uralom alatt állt. Napóleon bukása után ismét Habsburg uralom következett, mely az első világháború végéig tartott. A falunak 1857-ben 38, 1910-ben 124 lakosa volt. Az első világháború után rövid ideig az Olasz Királyság, ezután a Szerb-Horvát-Szlovén Királyság, majd Jugoszlávia része lett. Lakossága mezőgazdaságból, szőlőtermesztésből élt. A délszláv háború során a település mindvégig horvát kézen volt. 2011-ben 70 lakosa volt, akik Primorski Dolac plébániájához tartoztak.

## Lakosság
| Lakosság változása | Lakosság változása | Lakosság változása | Lakosság változása | Lakosság változása | Lakosság változása | Lakosság változása | Lakosság változása | Lakosság változása | Lakosság változása | Lakosság változása | Lakosság változása | Lakosság változása | Lakosság változása | Lakosság változása | Lakosság változása |
| ------------------ | ------------------ | ------------------ | ------------------ | ------------------ | ------------------ | ------------------ | ------------------ | ------------------ | ------------------ | ------------------ | ------------------ | ------------------ | ------------------ | ------------------ | ------------------ |
| 1857               | 1869               | 1880               | 1890               | 1900               | 1910               | 1921               | 1931               | 1948               | 1953               | 1961               | 1971               | 1981               | 1991               | 2001               | 2011               |
| 38                 | 0                  | 157                | 99                 | 111                | 124                | 160                | 174                | 199                | 157                | 258                | 166                | 149                | 121                | 62                 | 70                 |

## Nevezetességei
Szent Péter apostol tiszteletére szentelt római katolikus temploma egyszerű, egyhajós épület négyszögletes apszissal. Homlokzatán a bejárat mellett két kisebb ablak, felette rózsaablak látható. Az oromzaton áll a pengefalú harangtorony, benne két haranggal. A templom körül található a falu temetője, melyet kőből rakott alacsony fal övez. A templomot 1757 előtt építették, a helyiek szerint négyszáz éves. Harangtornya 1913-ban épült. Barokk főoltárán Szent Péter és Pál képe látható. Belsejét egy Szent Péter szobor, egy Szent Péter és Pál kép és egy fából faragott feszület díszíti. A templom tetőzetét 1966-ban javították.